# Volcán de Pacaya
El Volcán de Pacaya es un volcán activo ubicado en el municipio de Amatitlán en el departamento de Guatemala y en el municipio de San Vicente Pacaya en el departamento de Escuintla, en Guatemala.
Se desconoce hace cuántos miles de años hizo erupción por primera vez, pero se han registrado al menos 23 erupciones desde la época de colonización española de América en Guatemala.
Después de estar dormido durante un siglo, hizo erupción violentamente en 1965 y desde entonces ha estado en constante actividad eruptiva. Mucha de su actividad es del tipo estromboliano y ocasionalmente pliniano. 
El 20 de julio de 1963 fue declarado parque nacional y es un lugar de atracción turística extranjera y nacional. Está localizado a 47,5 km al sur de la Ciudad de Guatemala, puede visitarse desde la ciudad de Antigua Guatemala o la ciudad de Guatemala misma. Es uno de los volcanes de más recomendados por su fácil ascenso y hermosa vista.

## Historia geológica
El volcán Pacaya es parte del Arco Volcánico Centroamericano, una cadena de volcanes situada a lo largo de la costa del Pacífico de Centroamérica, que se formó por la subducción de la placa de Cocos debajo de la placa del Caribe. Yace en la orilla de una considerable caldera formada en la era del Pleistoceno que contiene el lago de Amatitlán. La caldera se formó como resultado de al menos 90 grandes explosiones a lo largo de 300 000 años, generando un total de 70 km³ de magma.
Después de la última erupción que formó la caldera, hace 23 000 años, se formaron muchos pequeños cráteres con actividad eruptiva dentro y alrededor de la caldera, entre ellos el Pacaya. El Pacaya es el volcán más grande de la era poscaldera de Amatitlán, y ha sido uno de los volcanes más activos de Centroamérica en los últimos 500 años. Hubo por lo menos 23 erupciones desde la colonización española de América.
Hace 1100 años, hubo un colapso mayor del edificio del volcán, causando un enorme derrumbe de tierra. Depósitos del derrumbe se desplazaron hasta aproximadamente 25 km del volcán sobre la llanura costera del Pacífico. El derrumbe dejó un gran cráter, dentro del cual el presente cono activo ha ido creciendo. Por la presencia de una cámara magmática a poca profundidad debajo del Pacaya, existe la posibilidad de que se formen distorsiones en el cono que pueden causar inestabilidad en el edificio volcánico. Por lo tanto, existe el riesgo de que ocurran derrumbes en el futuro que pueden afectar las áreas pobladas en las inmediaciones del volcán. El volcán de Pacaya ha tenido fuertes erupciones tal como la que ocurrió en el año 1565. Esta erupción fue una de las más grandes del Pacaya; ya que estuvo acompañada de fuertes terremotos; además tuvo flujos piroclásticos que arrasaron con todo a su alrededor. Los daños a la naturaleza fueron muy impresionantes al igual que a los habitantes les debió de haber costado mucho poder salir de esta calamidad.

## Ubicación
El Volcán de Pacaya se encuentra en el municipio de San Vicente Pacaya, en el departamento de Escuintla, en la parte sur de la República de Guatemala. Este volcán está catalogado como parque nacional.
Su altura ha cambiado por las constantes erupciones, se han registrado los 2,500 metros sobre el nivel del mar. Hizo erupción por primera vez hace aproximadamente 25,000 años y en 1996 se reactivó, después de casi un siglo de inactividad.

## Erupciones durante la época colonial

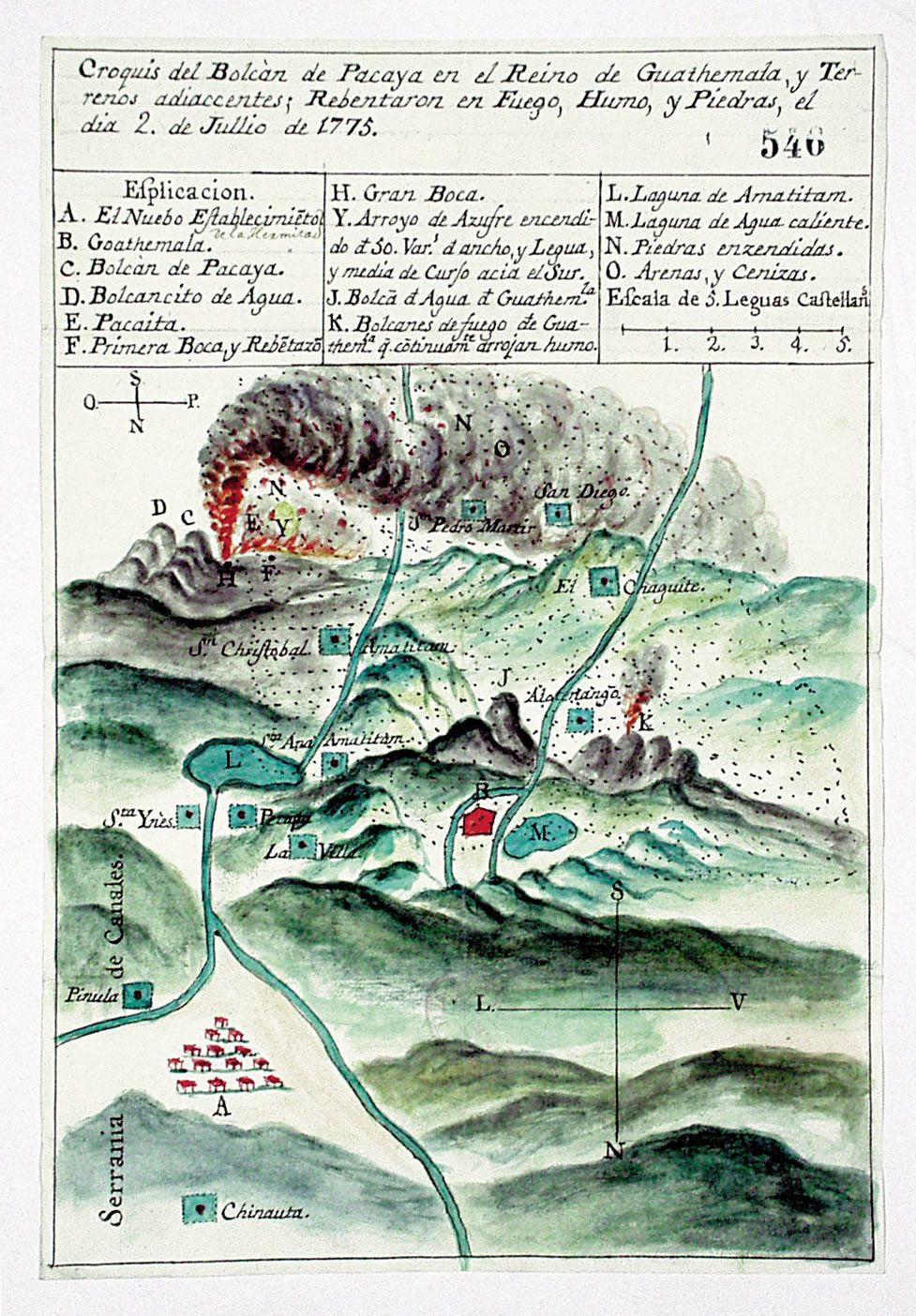
Croquis contemporáneo de la erupción de 1775.

Francisco Antonio de Fuentes y Guzmán, en su obra Recordación Florida de 1690, describió varias erupciones que hizo el volcán en los siglos xvi y xvii.  En el tomo I, libro 9, capítulo 9 indica que «continuadabamente por todos los días del año, arrojaba por el uno de sus elevados pináculos cantidad de temerosas llamas».  En 1565 hizo una erupción que afectó seriamente a la ciudad de Santiago de los Caballeros de Guatemala y sus contornos, e hizo que los pobladores se encomendaran a San Sebastián para auxiliarse de los embates de la naturaleza; otra ocurrió el 18 de febrero de 1651 en la que expulsó gran cantidad de ceniza y provocó movimientos sísmicos.  Las últimas erupciones reportadas por Fuentes y Guzmán fueron: la de 1665 que «durante tres días arroyó inmensa cantidad de arena y produjo temblores durante cuarenta días consecutivos y que con pavorosos retumbos y terribles bramidos arrojó tan grandes y elevadas llamas de fuego que se vio iluminada la ciudad de Santiago por la noche como si fuera de día y todos durmieron en sus patios los tres días que esto duró», y las de 1668, agosto de 1671 y julio de 1677, que fueron similares a las de 1665.
El historial Domingo Juarros, en su obra Compendio de la historia de la Ciudad de Guatemala de 1818, hace énfasis en que no hay documenación de las erupciones que ocurrieron entre 1690 y 1775..  El 11 de julio de 1775, el propio Juarros fue testigo presencial de la erupción ocurrida en la madrugada, pero que no provocó mayores ruidos, solamente una espesa nube de ceniza que salía al sur del volcán.  Lo particular de la erupción de 1775 fue que no se produjo en el cráter activo, sino en la meseta de donde divergen los tres conos de la montaña.

## Erupciones recientes

### Relación con los terremotos de 1917-1918
Luego de los fuertes sismos registrados entre el 25 de diciembre de 1917 y el 3 de enero de 1918, llegaron a la Ciudad de Guatemala varios geólogos para estudiar los efectos de los sismos;  entre quienes llegaron estuvo Marshal Saville quien estaba en la ciudad cuando ocurrió el fuerte sismo del 24 de enero de 1918.  He aquí su relato, que relaciona al fuerte sismo con el volcán de Pacaya:
| «El sexto gran sismo llegó con la luna llena en la noche del 24 de enero. Estaba viajando de Quiriguá a Guatemala por tren, y este se había retrasado en Agua Caliente debido a un pequeño derrumbe. Así pues, en lugar de llegar a la ciudad a las 6:30 p.m. estaba atrasado más de una hora. Exactamente a las 7:20 p.m., cuando estábamos a unas cinca millas de llegar y estabamos saliendo de un profundo barranco entre las montañas, una piedra del tamaño de una pelota de béisbol cayó desde lo alto de una montaña y se estrelló contra el marco de la ventana donde you iba sentado. Al insante se escuchó un gran estruendo, acompañado de un fuerte halón hacia el lado sur del tren. Y esto fue inmediatamente seguido de un fuerte temblor en el otro lado. El tren iba avanzando muy lentamente, quizá a tres kilómetros por hora, así que el maquinista lo pudo detener en cuestion de cinco metros». «Mi primera impresión, debido a la piedra que había chocado contra la ventana, fuera que había ocurrido un alud de una montaña y que las enorms rocas habían golpeado al tren. Pero cuando nos dimos cuenta que el tren estaba intacto, todos supimos lo que había ocurrido. Pocos minutos después empezamos a sentir los temblores de tierra, y desde ese momento hasta las 4:30 a. m. la tierra no se estuvo quieta. Sentíamos los sismos de cuando en cuando, y posteriormente supimos que se habían registrado cuarenta y tres temblores diferentes esa noche». «El tren continuó su marcha lentamente, pero se tuvo que detener en trea ocasiones para que limpiaran los derrumbes que le interrumpían el paso. Por fin llegamos al último y más grande de los pasos entre las montañas; pero este estaba totalmente bloqueado y se tardaron una semana en limpiarlo porque tan pronto como removían parte de la tierra se producían nuevos aludes. Nosotros pasamos la noche del 24 de enero en el tren y terminamos nuestro viaje a pie a la mañana siguiente. El camino estaba bloqueado en muchos lugares, y especialmente en donde la vía férrea descendía por el barranco más próximo a la ciudad. Durante la caminata yo conté aproximadamente doscientas grietas, con dirección aproximada de sur a norte, aunque vi algunas perpendiculares a estas. La dirección de las grietas puede ser relevante, pues parecían provenir del volcán de Pacaya. Que las grietas van de la región del volcán hacia el norte, y no de norte a sur quedó demostrado por una gran grieta que ví que provenía del sur y que después se separaba en cuatro grietas más pequeñas hacia el norte.» «Como los terremotos del 3 y del 24 de enero ocurrieron en noche de luna llena, la población se alarmó por lo que podría ocurrir en la siguiente. En efecto, supimos que el 26 de febrero el servicio telegráfico se interrumpió por un fuerte sismo.» —Marshal Saville, 1 de junio de 1918 |

### Erupción del 25 de enero de 1987: la «Virgen del Volcán»

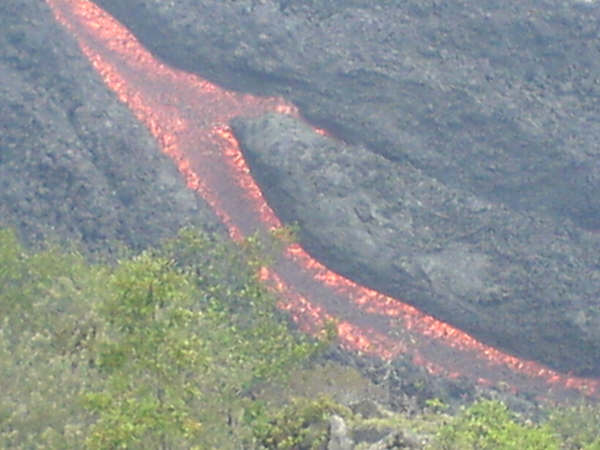
Ríos de lava.

El 25 de enero de 1987 el volcán de Pacaya hizo una fuerte erupción que se inició a eso de las cinco de la tarde y se prolongó hasta aproximadamente las once de la noche.  Fue visible a considerable distancia y, particularmente desde la Ciudad de Guatemala, las formaciones de lava que expulsaba el volcán se apreciaban a simple vista. Numerosos fotógrafos captaron la erupción y en varias de las imágenes numerosos fieles católicos vieron representaciones de la Virgen María, por lo que a esta erupción se le conoción como la «erupción de la Virgen del Volcán».

### Erupción del 27 de mayo de 2010
Durante el año 2006 se incrementó la actividad volcánica del Pacaya, permitiendo la creación de muchos ríos de lava que fluyen lentamente desde sus laderas. La noticia de este fenómeno se propagó y el turismo local se incrementó considerablemente.

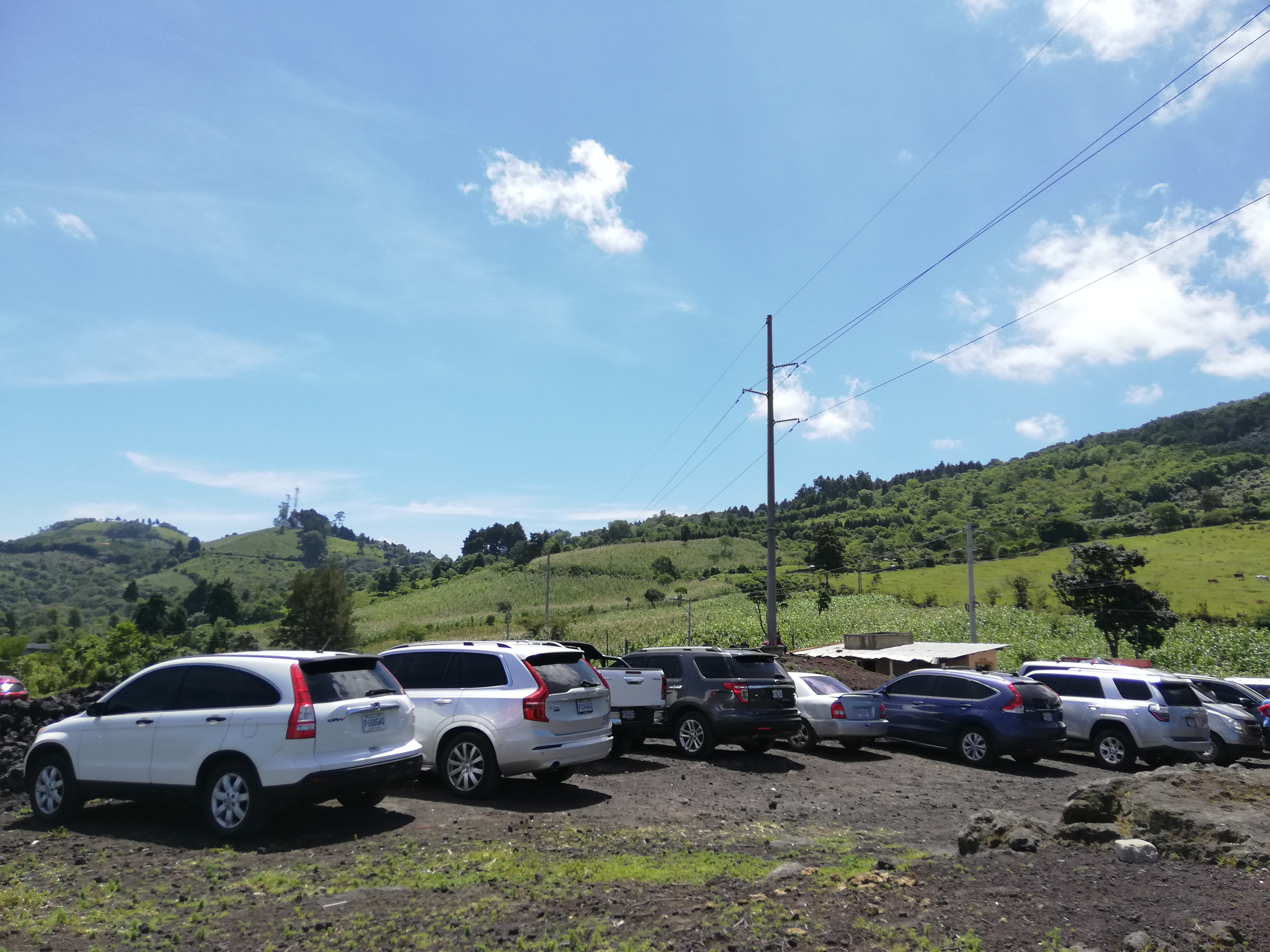
Centro de Visitantes Volcán Pacaya.

El jueves 27 de mayo de 2010, a las 19 horas (7 de la noche), el volcán hizo erupción. La columna de ceniza alcanzó hasta 1500 metros de altura afectando a la Ciudad de Guatemala y otros 3 departamentos de la República. Causó el cierre del Aeropuerto Internacional La Aurora, pues dicha erupción produjo una lluvia de arena volcánica en toda la Ciudad de Guatemala, Escuintla y Sacatepéquez.
Cinco días después la operación aérea fue reanudada.

La CONRED (Coordinadora Nacional para la Reducción de Desastres) declaró una alerta roja para las comunidades cercanas al volcán, y recomendó la evacuación de algunas de ellas.
La erupción del volcán causó la muerte de dos personas, una de ellas fue el reportero Aníbal Archila, corresponsal de uno de los noticieros de televisión pública de Guatemala; quien fue de los primeros en llegar a cubrir el acontecimiento. Muchas otras personas que viven en los alrededores resultaron heridos.

### Erupción del 2 de marzo de 2014

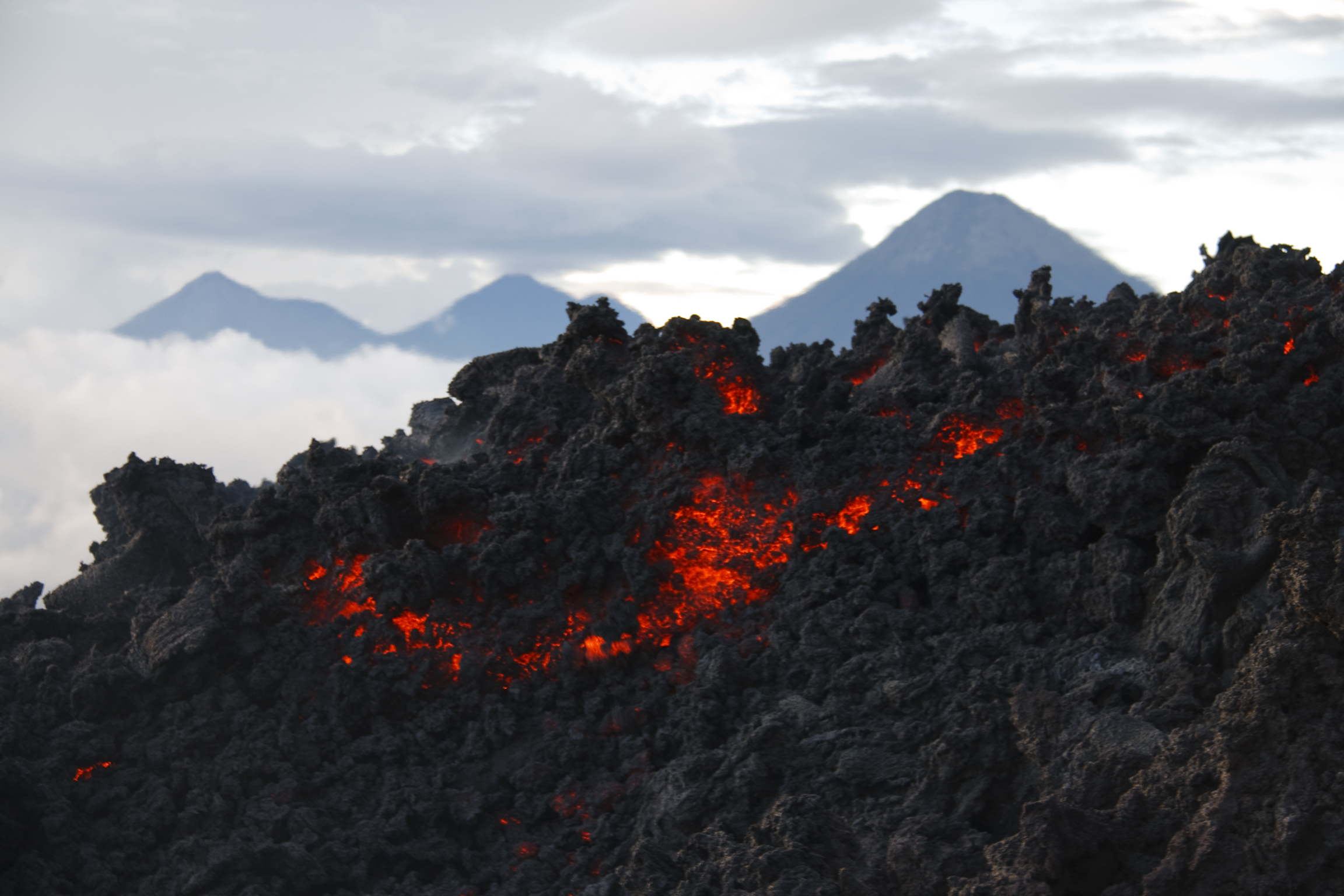
Lava del volcán

El domingo 2 de marzo de 2014, durante la noche, se produjo una erupción con explosiones hasta de 100 metros de altura sobre la altura del cráter, y luego se calmó.  Pero en horas de la tarde del sábado 1 de marzo y durante la mañana del día domingo 2 de marzo, el volcán Pacaya entró en actividad eruptiva, permitiendo observar una columna de ceniza desde áreas pobladas en los alrededores y en puntos altos del departamento de Guatemala. De acuerdo a un medio escrito, Humberto Morales, director del parque nacional Pacaya, refirió que "la actividad volcánica comenzó a las 17 horas del día sábado 1 de marzo cuando se escuchó una fuerte explosión acompañada de pequeños sismos".

## En el cine

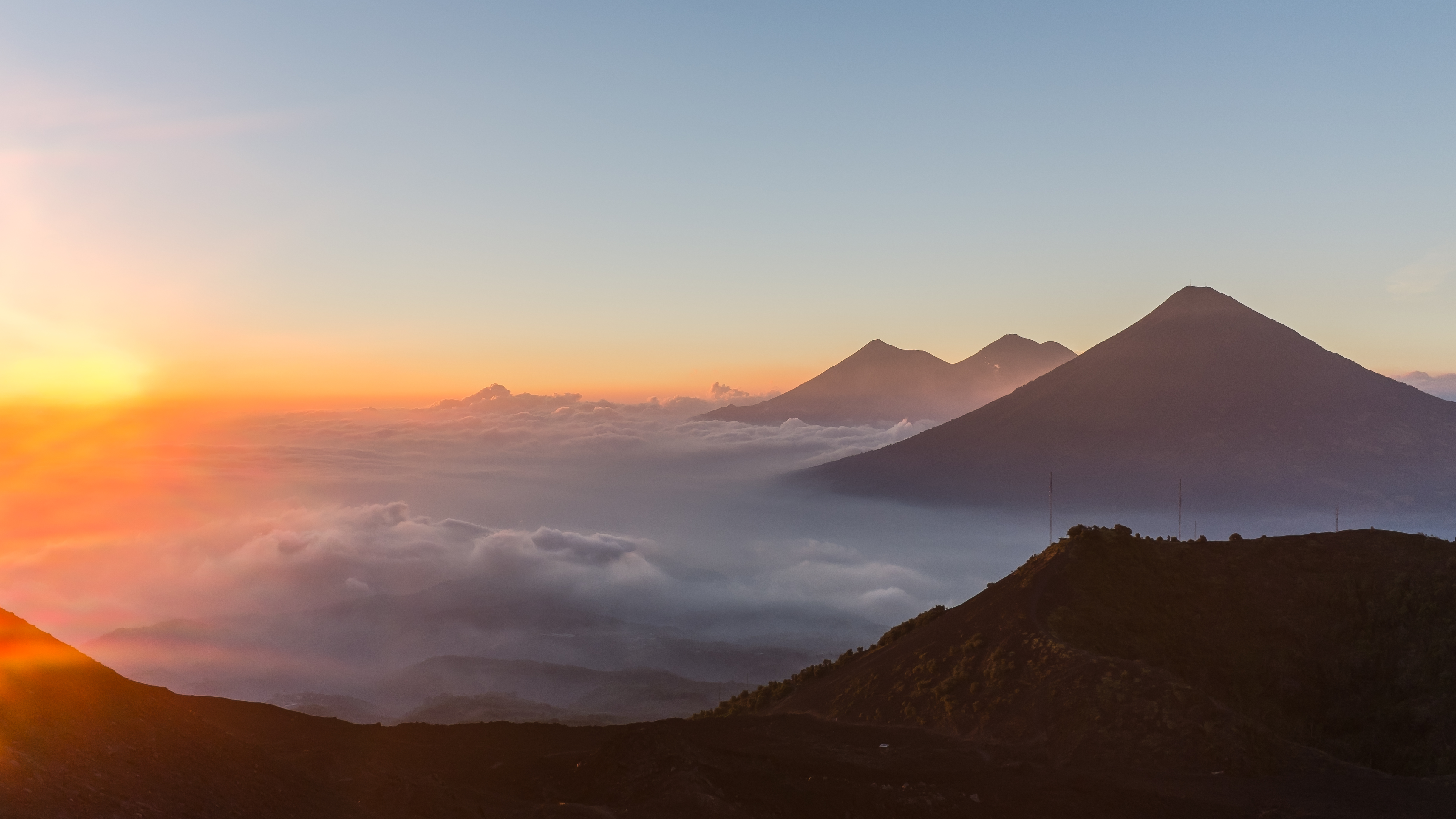
Vista al espectacular volcán.

El municipio San Vicente Pacaya, ubicado en las faldas del volcán, fue la locación para filmar la cinta guatemalteca Ixcanul, del director guatemalteco Jayro Bustamante y que ha ganado diecisiete premios internacionales, incluidos galardones en grandes circuitos europeos. Basada en una historia real, Ixcanul relata la historia de María, una chica que lleva una vida tranquila con un próximo matrimonio arreglado mientras lucha por sobrevivir junto a su familia en una finca de café ubicada en las faldas del volcán Ixcanul —el Volcán de Pacaya.  Pero su vida se ve trágicamente alterada luego de una noche de amor con su novio de la infancia, que la lleva a enfrentar la dura realidad del tráfico de niños y del fuerte machismo de su sociedad.